# Soueix-Rogalle

Soueix-Rogalle este o comună în departamentul Ariège din sudul Franței. În 1 ianuarie 2022 avea o populație de 425 de locuitori.